# Doboj (region)
Region Doboj je jedním ze sedmi regionů Republiky srbské v Bosně a Hercegovině. Hlavním městem regionu je Doboj.

## Charakter regionu
Region leží na severu země, hraničí na severu s Chorvatskem (přirozenou hranici tu tvoří řeka Sáva), na západě s Regionem Banja Luka, na východě s Distriktem Brčko a na jihu s Federací Bosny a Hercegoviny - s Tuzlanským kantonem a Posávským kantonem. Většina území je zde hornatá, na sever ale zasahuje nížina. Region na dvě části dělí řeka Bosna, která je zde také řekou největší. Obyvatelé jsou pravoslavní Srbové, před válkou zde žili ale i Chorvati a Bosňáci. Doboj jako hlavní město je i uzlem železniční sítě, vedou sem důležité tratě z Banja Luky, Sarajeva ale i z Chorvatska, menší tratě potom do Tuzly (přerušená), Gračanice, Tesliće a Kotorska. Silniční síť v podstatě kopíruje tu železniční. Většina hlavních dopravních tahů je vedená údolím řeky Bosny.